# Електроанализ
Електроанализът е физичен метод в аналитичната химия, основан на претеглянето на веществата, отлагащи се на електрода в свободно състояние или като окиси при електролиза.
Чрез електроанализа се определят мед, олово и други тежки метали.
Електроанализът е метод в количествения анализ, при който определяния компонент се отделя върху един от електродите под действие на електричен ток, след което се измерва тегловно. За целта е необходима подходяща електрохимична или електролизна клетка. Електрохимичната клетка се състои от двойка електроди потопени в разтвор на електролит и свързани с проводник, по който преминават свободно електрони. Двата електрода може да са потопени в един общ електролит или в два различни разтвора, свързани със солев мост, през който става обмен на йони. Разликата между потенциалите на двата електрода води до протичане на електрически ток. Химичната енергия се превръща в електрична. Процесите протичат спонтанно и на електрода, на който се извършва редукция (отдаване на електрони), се отделя даденият метал. При електролизната клетка трябва да се приложи външна ЕДС, която е по-голяма от електродвижещата сила на електрохимичната клетка, за да се получи обратимост на процесите. 